# Ulrich Oehme
Ulrich Oehme (Bischofswerda, 7 de fevereiro de 1960) é um político alemão. Nascido em Bischofswerda, Saxónia, ele representa a Alternativa para a Alemanha (AfD). Ulrich Oehme é membro do Bundestag pelo estado da Saxónia desde 2017.

## Vida
Ele tornou-se membro do bundestag após as eleições federais alemãs de 2017. É membro da Comissão de Cooperação e Desenvolvimento Económico.